# Shinasha
Die Shinasha sind eine ethnische Gruppe in Äthiopien. Ihre Sprache gehört zur Nord-Omotischen Sprachfamilie. Sie leben nördlich des Blauen Nils, in der Metekel-Zone, der Benishangul-Gumuz-Region. Es gibt etwa 33.000 Shinashas.

## Religion
Quellen berichten, dass die Shinasha hauptsächlich Christen sind, insbesondere äthiopisch-orthodox. Allerdings halten die Shinasha, im Gegensatz zu anderen ethnischen Gruppen, weniger an den christlichen oder muslimischen Religionen fest, da die Politik und die sozialen Normen in Äthiopien dominieren.